# Lachlan Morton
Lachlan David Morton (Port Macquarie, 2 januari 1992) is een Australisch wielrenner. Zijn drie jaar oudere broer Angus is ook wielrenner.

## Carrière
In 2010 maakte Lachlan Morton indruk door als tweedejaars junior de Ronde van Abitibi in Canada te winnen. Hiermee trad hij in de voetsporen van onder andere Bobby Julich, Roland Green, Tyler Farrar en Taylor Phinney. In 2011 tekende hij een contract bij het Chipotle Development Team, het belofteteam van het World Tour-team Team Garmin-Cervélo. Na twee seizoenen voor het team te zijn uitgekomen liep Morton vanaf augustus 2012 stage bij het World Tour-team, wat hem nadien een profcontract voor twee seizoenen opleverde.
Morton maakt naast het peloton ook indruk met zijn fietsescapades, vaak te zien in documentaires gemaakt door sponsor Rapha, onder de naam 'EF Gone Cycling'. Zo fietste hij Dirty Kanza, de Badlands 2020 (ook gekend als Transibērica Ultracycling), GBDuro, Three Peaks Cyclocross, vestigde hij een recordtijd op The Kokopelli Trail en hield hij kort het Everesting record waarin hij in 7 uur 29 minuten en 57 seconden de equivalente hoogte van Mount Everest fietste.In 2021 fietste hij de Alt-Tour, 5500 km, een sponsorrit. D.w.z. het gehele Tour de France parcours van dat jaar + de kilometers van de verplaatsingen tussen de etappes.

## Overwinningen
2013
3e etappe Ronde van Utah
2016
1e etappe Ronde van de Gila
Eindklassement Ronde van de Gila
3e en 7e etappe Ronde van Utah
Eindklassement Ronde van Utah
4e etappe Ronde van Hokkaido
2017
Jongerenklassement Ronde van Californië
2019
5e etappe Ronde van Utah

## Resultaten in voornaamste wedstrijden
| Jaar | Ronde van Italië | Ronde van Frankrijk | Ronde van Spanje |
| ---- | ---------------- | ------------------- | ---------------- |
| 2013 |                  |                     |                  |
| 2014 |                  |                     |                  |
| 2015 |                  |                     |                  |
| 2016 |                  |                     |                  |
| 2017 |                  |                     | 90e              |
| 2018 |                  |                     |                  |
| 2019 |                  |                     |                  |
| 2020 | 111e             |                     |                  |
| 2021 |                  |                     |                  |

| Jaar | Ronde van Lombardije |  | Wereldranglijsten |
| ---- | -------------------- |  | ----------------- |
| 2013 | opgave               |  |                   |
| 2014 | opgave               |  |                   |
| 2015 |                      |  |                   |
| 2016 |                      |  |                   |
| 2017 | 83e                  |  | 171e (UWT)        |
| 2018 | opgave               |  |                   |
| 2019 |                      |  |                   |
| 2020 | opgave               |  |                   |
| 2021 |                      |  |                   |

## Ploegen
- 2011 –  Chipotle Development Team
- 2012 –  Chipotle-First Solar Development Team
- 2012 –  Garmin-Sharp (stagiair vanaf 1-8)
- 2013 –  Garmin Sharp
- 2014 –  Garmin Sharp
- 2015 –  Jelly Belly p/b Maxxis
- 2016 –  Jelly Belly p/b Maxxis
- 2017 –  Team Dimension Data
- 2018 –  Team Dimension Data
- 2019 –  EF Education First Pro Cycling
- 2020 –  EF Education First Pro Cycling
- 2021 –  EF Education-Nippo
- 2022 –  EF Education-EasyPost (tot 31/07)